# Chrysolina pala
Chrysolina pala là một loài bọ cánh cứng trong họ Chrysomelidae. Loài này được Bienkowski miêu tả khoa học năm 1998.